# Umwandlungssteuergesetz
Das Umwandlungssteuergesetz regelt, in weiten Teilen aufbauend auf dem Umwandlungsgesetz, die ertragssteuerlichen Folgen 
- von Umwandlungen von Kapitalgesellschaften, eingetragenen Genossenschaften, eingetragenen Vereinen, wirtschaftlichen Vereinen, genossenschaftlichen Prüfungsverbänden, Versicherungsvereinen auf Gegenseitigkeit sowie Körperschaften und Anstalten des öffentlichen Rechts,
- von Verschmelzungen, Vermögensübertragungen, Aufspaltungen und Abspaltungen für Körperschaften und Personengesellschaften
- der Einbringung eines Betriebs, Teilbetriebs oder Mitunternehmeranteils in eine Kapitalgesellschaft oder Personengesellschaft gegen Gewährung von Gesellschaftsanteilen bzw. Gesellschafterrechten.
- eines Formwechsels einer Personengesellschaft in eine Kapitalgesellschaft und umgekehrt.

Mit Inkrafttreten des SEStEG („Gesetz über die steuerlichen Begleitmaßnahmen zur Einführung der Europäischen Gesellschaft und zur Änderung weiterer steuerrechtlicher Vorschriften“) wurden erhebliche Änderungen zur Anpassung des Umwandlungssteuerrechts an die Fusionsrichtlinie vorgenommen. Der Gesetzgeber hat zu diesem Zweck ein neues Umwandlungssteuergesetz verkündet (BGBl. 2006 I S. 2791), das am 13. Dezember 2006 in Kraft getreten ist. Der § 27 („Anwendungsvorschriften“) regelt die Anwendbarkeit einiger Bestimmungen der ursprünglichen Fassung vom 28. Oktober 1994 (BGBl. I S. 3267), die auch über den 13. Dezember 2006 hinaus noch gültig geblieben sind. Somit ist das alte Umwandlungssteuergesetz nicht als Ganzes förmlich aufgehoben worden.